# Margival
Margival est une commune française située dans le département de l'Aisne, en région Hauts-de-France.

## Géographie

### Localisation
Margival, village situié dans l'ancien Soissonnais est située à 10 km de Soissons, à 14 km de Coucy-le-Château-Auffrique et à 26 km de Laon. Le village est desservi par la gare de Margival.
Sur son territoire se trouve un complexe de bunkers datant de la  Seconde Guerre mondiale.

### Communes limitrophes
Les communes limitrophes sont Crouy, Laffaux, Nanteuil-la-Fosse, Neuville-sur-Margival, Terny-Sorny, Vregny et Vuillery.

### Hydrographie
La commune est située dans le bassin Seine-Normandie. Elle est drainée par la Jocienne, le cours d'eau 01 des Gostins, le cours d'eau 01 des Grand-Fontaines, le ru Pierrot et un autre petit cours d'eau,.
La Jocienne, d'une longueur de 11 km, prend sa source dans la commune de Laffaux et se jette  dans l'Aisne dans la commune de Soissons, face à Villeneuve-Saint-Germain, après avoir traversé huit communes.

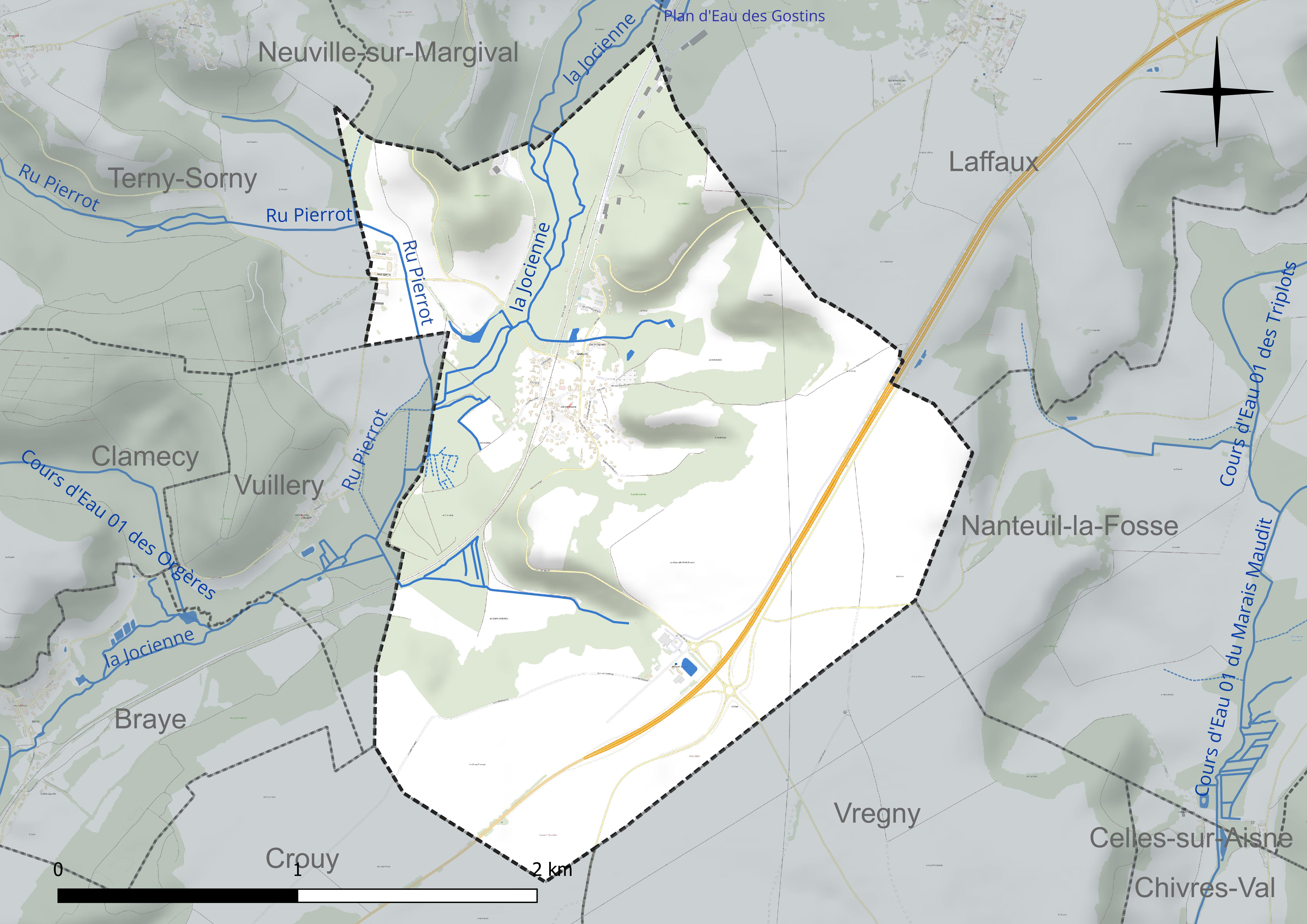
Réseau hydrographique de Margival.

### Climat
Pour des articles plus généraux, voir Climat des Hauts-de-France et Climat de l'Aisne.
En 2010, le climat de la commune est de type climat océanique dégradé des plaines du Centre et du Nord, selon une étude du CNRS s'appuyant sur une série de données couvrant la période 1971-2000. En 2020, Météo-France publie une typologie des climats de la France métropolitaine dans laquelle la commune est exposée à un climat océanique altéré et est dans la région climatique Nord-est du bassin Parisien, caractérisée par un ensoleillement médiocre, une pluviométrie moyenne régulièrement répartie au cours de l'année et un hiver froid (3 °C).
Pour la période 1971-2000, la température annuelle moyenne est de 10,7 °C, avec une amplitude thermique annuelle de 15 °C. Le cumul annuel moyen de précipitations est de 737 mm, avec 12,2 jours de précipitations en janvier et 9 jours en juillet. Pour la période 1991-2020, la température moyenne annuelle observée sur la station météorologique la plus proche, située sur la commune de Braine à 14 km à vol d'oiseau, est de 11,3 °C et le cumul annuel moyen de précipitations est de 662,7 mm,. Pour l'avenir, les paramètres climatiques de la commune estimés pour 2050 selon différents scénarios d'émission de gaz à effet de serre sont consultables sur un site dédié publié par Météo-France en novembre 2022.

## Urbanisme

### Typologie
Au 1er janvier 2024, Margival est catégorisée commune rurale à habitat dispersé, selon la nouvelle grille communale de densité à 7 niveaux définie par l'Insee en 2022.
Elle est située hors unité urbaine. Par ailleurs la commune fait partie de l'aire d'attraction de Soissons, dont elle est une commune de la couronne,. Cette aire, qui regroupe 92 communes, est catégorisée dans les aires de 50 000 à moins de 200 000 habitants,.

### Occupation des sols

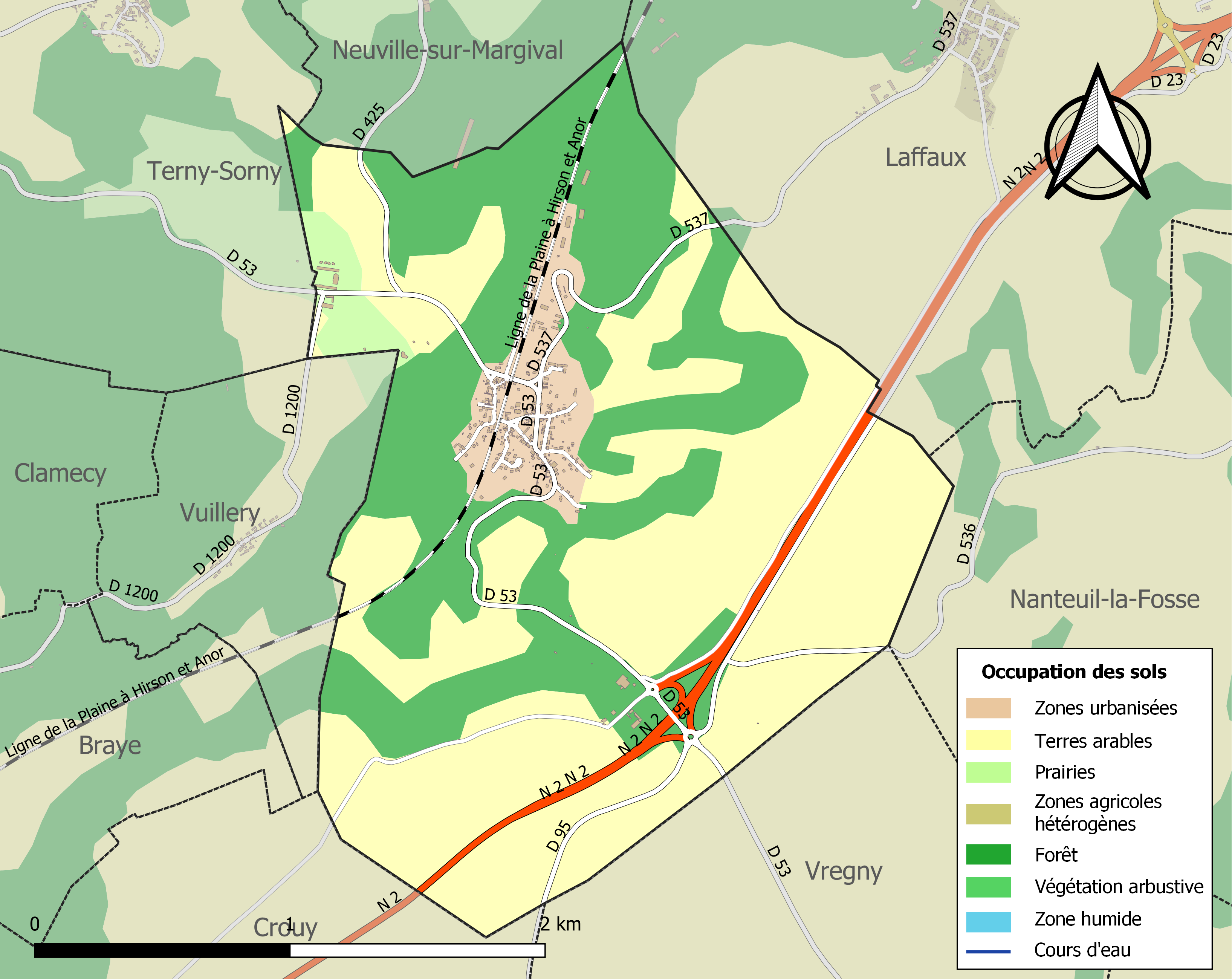
Carte de l'occupation des sols de la commune en 2018 (CLC).

L'occupation des sols de la commune, telle qu'elle ressort de la base de données européenne d'occupation biophysique des sols Corine Land Cover (CLC), est marquée par l'importance des territoires agricoles (56,5 % en 2018), en diminution par rapport à 1990 (59,3 %). La répartition détaillée en 2018 est la suivante : 
terres arables (54,3 %), forêts (37,2 %), zones urbanisées (6,4 %), prairies (2,2 %).
L'évolution de l'occupation des sols de la commune et de ses infrastructures peut être observée sur les différentes représentations cartographiques du territoire : la carte de Cassini (XVIIIe siècle), la carte d'état-major (1820-1866) et les cartes ou photos aériennes de l'IGN pour la période actuelle (1950 à aujourd'hui).

### Habitat et logement
En 2020, le nombre total de logements dans la commune était de 163, alors qu'il était de 153 en 2015 et de 136 en 2010.
Parmi ces logements, 92,5 % étaient des résidences principales, 3,1 % des résidences secondaires et 4,4 % des logements vacants. Ces logements étaient pour 97,5 % d'entre eux des maisons individuelles et pour 2,5 % des appartements.
Le tableau ci-dessous présente la typologie des logements à Margival en 2020 en comparaison avec celle de l'Aisne et de la France entière. Une caractéristique marquante du parc de logements est ainsi une proportion de résidences secondaires et logements occasionnels (3,1 %) inférieure à celle du département (3,4 %) et à celle de la France entière (9,7 %). Concernant le statut d'occupation de ces logements, 75,5 % des habitants de la commune sont propriétaires de leur logement (79,4 % en 2015), contre 61,6 % pour l'Aisne et 57,5 pour la France entière.
| Typologie                                               | Margival | Aisne | France entière |
| ------------------------------------------------------- | -------- | ----- | -------------- |
| Résidences principales (en %)                           | 92,5     | 86,6  | 82,1           |
| Résidences secondaires et logements occasionnels (en %) | 3,1      | 3,4   | 9,7            |
| Logements vacants (en %)                                | 4,4      | 10,1  | 8,2            |

### Voies de communication et transports
La commune est desservie par la route nationale 2 (France métropolitaine).
La gare de Margival, située sur la ligne de La Plaine à Hirson et Anor (frontière), est desservie par un aller-retour en train TER Hauts-de-France, omnibus, qui effectue une mission entre les gares de Crépy-en-Valois et de Laon uniquement le samedi.

### Toponymie
Le village  est cité pour la première fois sous l'appellation  latine de In territorio Margivallis en 1158 dans un cartulaire de l'abbaye de Saint-Jean-des-Vignes. L'orthographe du nom variera encore Mongival, Magival, Margival-en-Laonnois pour s'arrêter à l'orthographe actuelle Margival au XVIIIe siècle sur la carte de Cassini.

## Histoire

### Moyen Âge
Les habitants de Margival sont affranchis en 1247 par Jean, comte de Soissons.

### Temps modernes

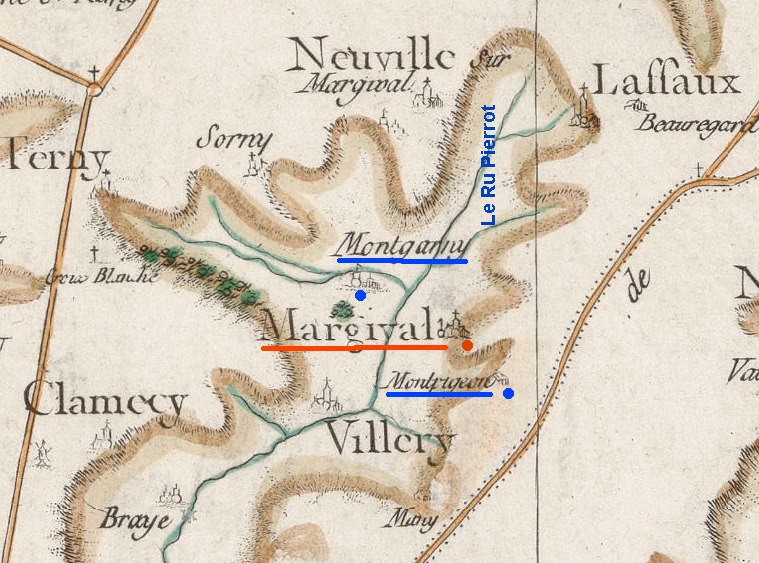
Margival sur la carte de Cassini (XVIIIe siècle".

La carte de Cassini montre qu'au XVIIIe siècle, Margival  est une paroisse située dans la vallée du ru le Pierrot.
Au nord-ouest, Montgarny était à l'époque un hameau avec ses chaumières regroupées autour d'une ferme.
Au sud-est, le ferme de Montpigeon a aujourd'hui complètement disparu.
Avant la Révolution française, la localité relevait de l'intendance, du  bailliage, élection et diocèse de Soissons.

### Époque contemporaine

Margival au tout début du XXe siècle
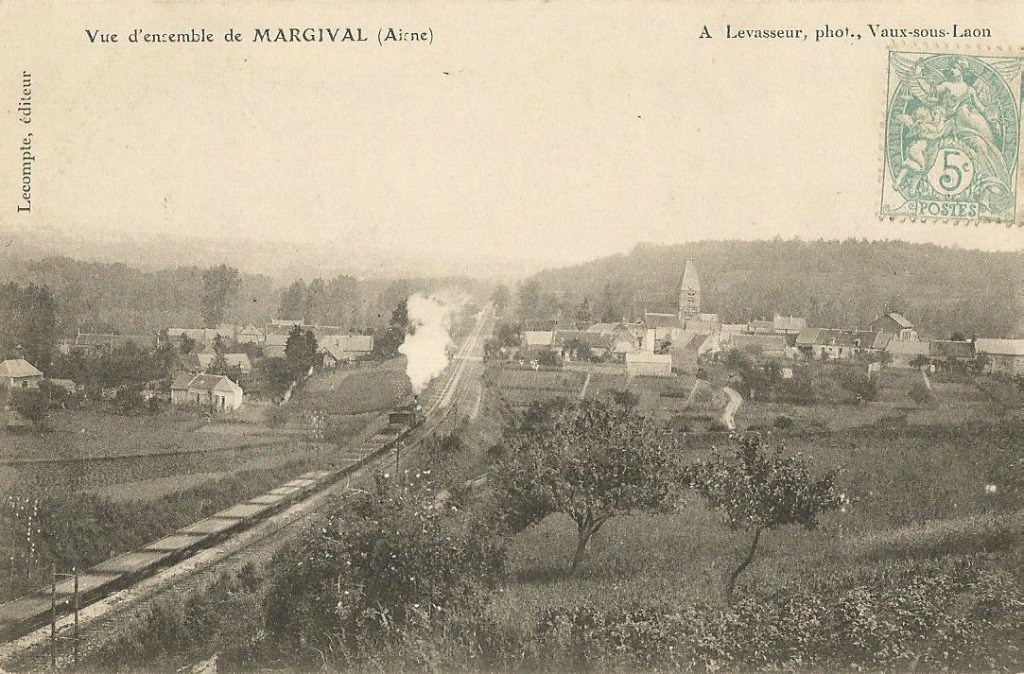
Panorama
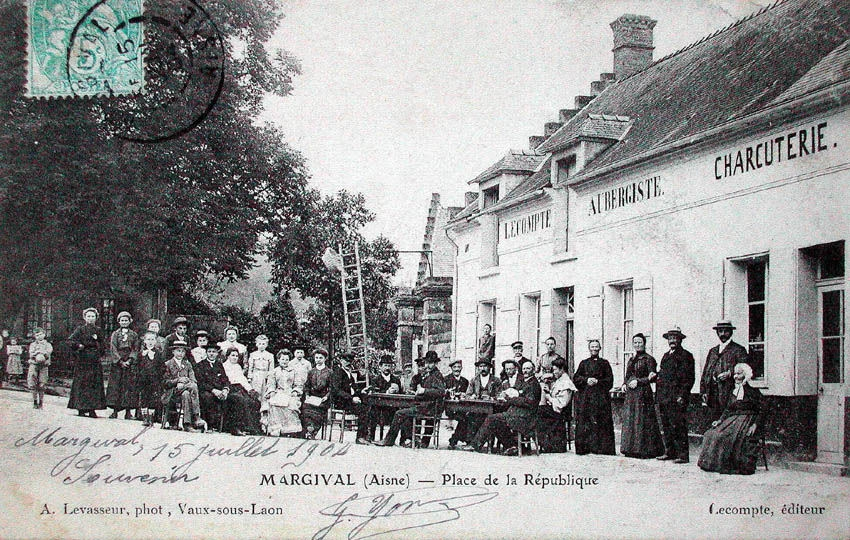
La Place de la République
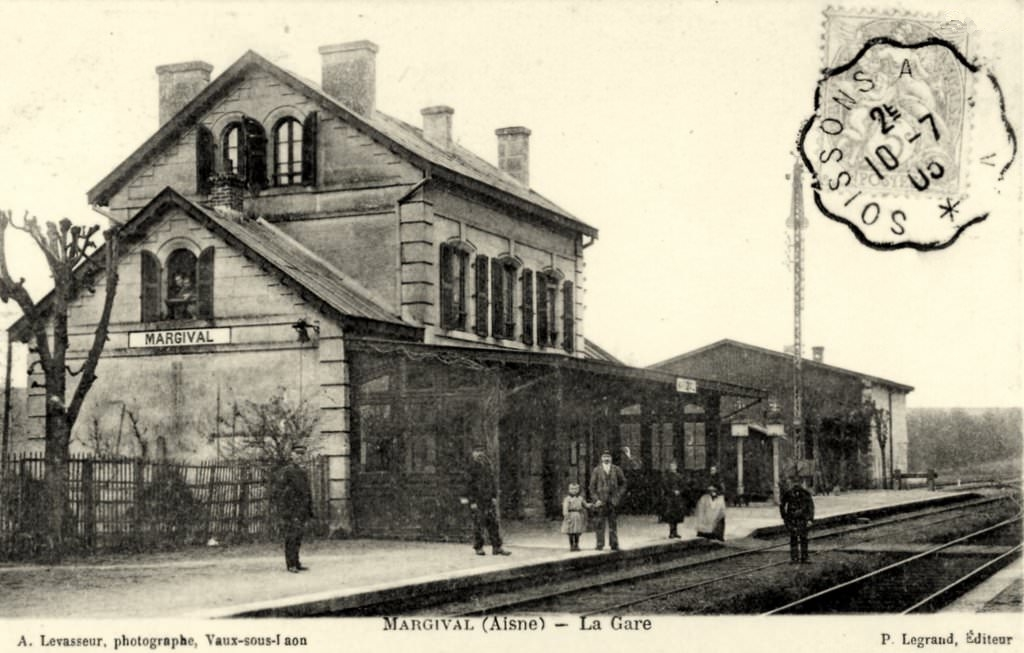
La gare.
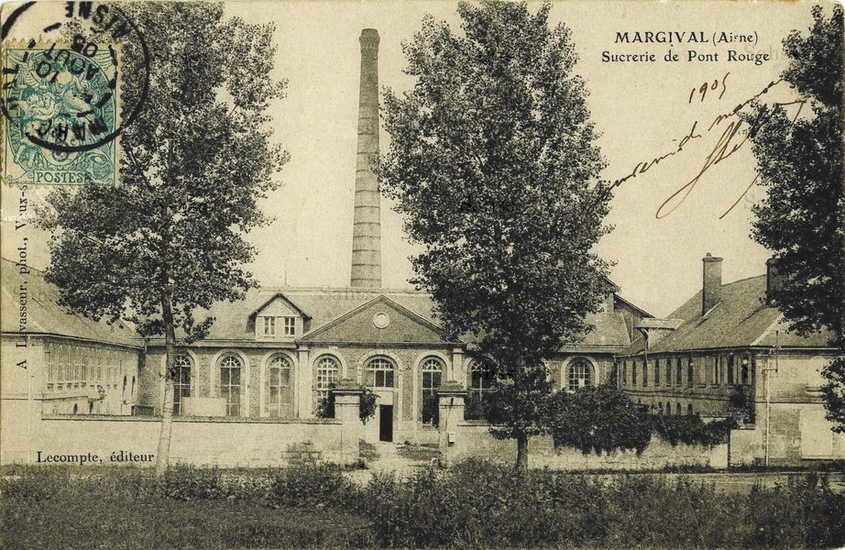
La sucrerie de Pont-Rouge.

#### Première Guerre mondiale
Le 31 août 1914, soit moins d'un mois après la déclaration de guerre, l'armée française bat en retraite vers l'ouest et les Allemands arrivent à Margival.
Dès lors commence l'occupation allemande qui durera jusqu'en mars 1917. Le front se situant à une vingtaine de kilomètres au sud vers Soissons, l'activité des occupants consistait principalement à assurer le logement des combattants (dans chaque maison, les habitants n'avaient droit qu'à une pièce pour vivre, le reste de la maison étant réservé aux troupes d'occupation et aux soldats en repos) et à l'approvisionnement en nourriture des soldats (hommes, femmes et enfants étaient forcés de travailler dans les champs, à l'entretien des routes, etc.).
En février 1917, le général Hindenburg décide de la création d'une ligne de défense à l'arrière du front ; lors du retrait des troupes allemandes, tous les villages seraient détruits pour ne pas servir d'abri aux troupes franco-anglaises. Avant du retrait des troupes allemandes sur la ligne Hindenburg, les maisons sont pillées et incendiées, le village est systématiquement détruit. L'église, la mairie, l'école et toutes les maisons sont dynamitées et les arbres sciés à 1 m de hauteur.
Le village, vidé de ses habitants, est resté occupé par les Allemands. Les ruines du village seront plusieurs fois reprises par chaque camp et n'est que le 5 septembre 1918 que Margival est définitivement libéré par la 5e Armée française. La ferme de Montgarny est également détruite.

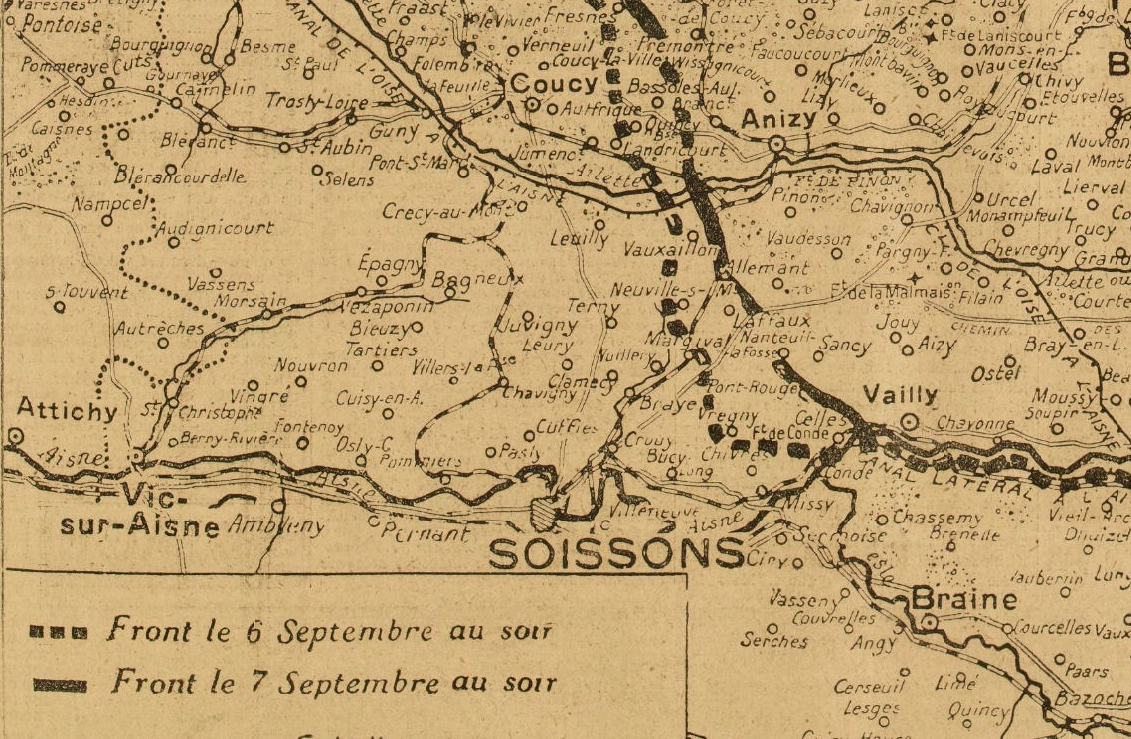
Carte du front les 6 et 7 septembre 1918 montrant la progression des troupes françaises dans le secteur.
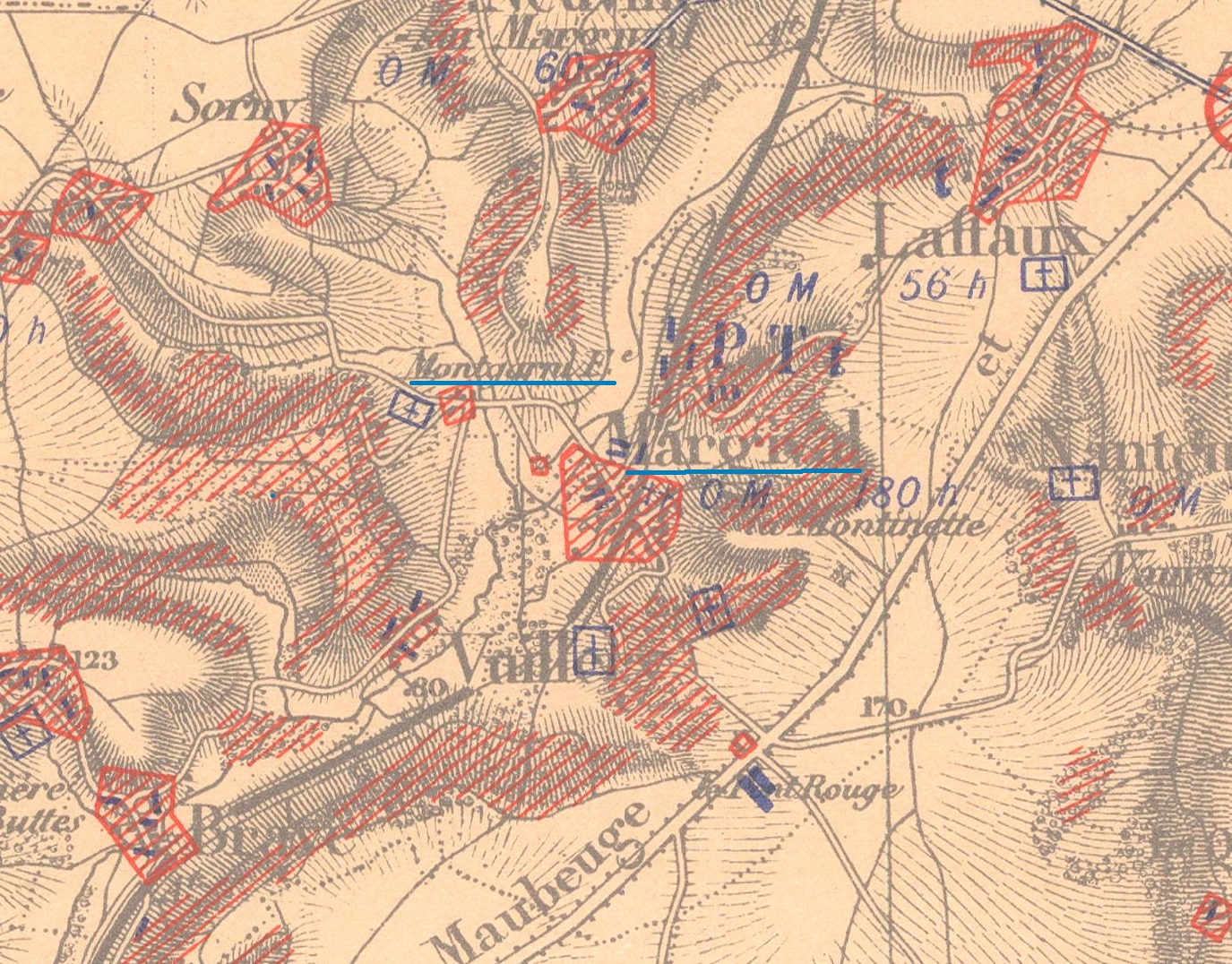
La carte des régions dévastées établie à l'issue de la guerre.

Deux cimetières militaires provisoires sont implantés dans le village.
Le village est considéré comme détruit à la fin de la guerre et a  été décoré de la Croix de guerre 1914-1918, le 26 octobre 1920. Il ne compte plus alors que 180 habitants contre 286 avant la guerre.

#### Seconde Guerre mondiale
Au nord de Margival (et sur les communes voisines de Neuville-sur-Margival et Laffaux) se trouve l'un de la vingtaine de quartiers généraux du Führer (Führerhauptquartiere ou FHQ) disséminés à travers l'Allemagne et l'Europe occupée : le Wolfsschlucht II.
Sa planification date de 1940, et il devait servir à abriter le quartier général allemand pour l'|invasion programmée de la Grande-Bretagne, l'Opération Seelöwe, mais sa construction commence seulement en septembre 1942 afin de servir de quartier général en cas de débarquement allié sur les côtes françaises.
Il est constitué de 465 ouvrages bétonnés sur un périmètre de 90 km2, construits en 18 mois par 22 000 ouvriers qui ont coulé 250 000 m3 de béton (Sources : Documentaire vidéo "Champs de bataille - Les bunkers oubliés d'Hitler"), mais son cœur se trouve dans une tranchée ferroviaire, à proximité d'un tunnel destiné à éventuellement abriter le "Führersonderzug", le train spécial du Führer.
L'emplacement étant déclaré terrain militaire, la population de Margival doit quitter la commune en mars 1944. Les 16 et 17 juin 1944, Adolf Hitler, accompagné d'Alfred Jodl et de son état-major, s'y rend pour faire un point avec les maréchaux von Rundstedt et Rommel sur l'évolution du front en Normandie.C'est sa dernière sortie en dehors du Reich.
En août 1944, le site est occupé une dizaine de jours par le maréchal Model et son état-major après sa prise de commandement allemand sur le front de l'Ouest mais celui-ci l'évacue assez vite face à l'avancée alliée. Plus tard, une base de l'armée française et de l'OTAN s'installent dans l'ancien complexe militaire allemand.
En particulier, le 129e régiment d'infanterie occupe cette base, transformée en Centre d'entraînement commandos 129, accueillant des régiments, notamment le 3e RIMa, le 67e RI et le 102e RCC, avec leurs nombreux appelés.
Aujourd'hui, une association essaye de restaurer ce site historique sur bien des points.

#### Accident du tunnel ferroviaire de Chézy
Dans la nuit du 23 au 24 janvier 1974, vers 1 h ou 2 h du matin, huit soldats du centre commandos, dont beaucoup d'appelés du contingent, trouvent la mort en étant fauchés par un train alors qu'ils traversent le tunnel de Chézy-sur-Marne. Cet accident suscite une très vive émotion dans le pays et relance le débat sur la sécurité, les stages commandos et le « droit aux 7 % de pertes » en vies humaines. Dans les deux années qui suivent, les « huit de Margival » reviennent régulièrement à la mémoire des militants à l'occasion des morts survenant dans l'armée.

## Politique et administration

### Découpage territorial
La commune de Margival est membre de la communauté de communes du Val de l'Aisne, un établissement public de coopération intercommunale (EPCI) à fiscalité propre créé le 28 décembre 1994 dont le siège est à Presles-et-Boves. Ce dernier est par ailleurs membre d'autres groupements intercommunaux.
Sur le plan administratif, elle est rattachée à l'arrondissement de Soissons, au département de l'Aisne et à la région Hauts-de-France. Sur le plan électoral, elle dépend du  canton de Fère-en-Tardenois pour l'élection des conseillers départementaux, depuis le redécoupage cantonal de 2014 entré en vigueur en 2015, et de la cinquième circonscription de l'Aisne  pour les élections législatives, depuis le dernier découpage électoral de 2010.

### Administration municipale
| Période                                  | Période        | Identité         | Étiquette | Qualité |
| ---------------------------------------- | -------------- | ---------------- | --------- | --- |
| Les données manquantes sont à compléter. |                |                  |           | |
|                                          |                |                  |           | |
| 1820                                     |                | M. Lacour (ainé) |           | |
|                                          |                |                  |           | |
|                                          |                |                  |           | |
| janvier 1881                             | après mai 1835 | Clovis Jozet     |           | Ancien géomètre-expert, médaillé de 1870 Chevalier de la Légion d'honneur Officier de l'instruction publique |
|                                          |                |                  |           | |
|                                          |                |                  |           | |
| mars 2001                                | mars 2008      | Martine Vivaux   |           | |
| mars 2008                                | fin 2011       | Daniel Tant      |           | Démissionnaire à la suite de son départ de la commune                                                        |
| janvier 2012                             | février 2024   | Bruno Marcellin  | SE        | Profession libérale Mort en fonction                                                                         |

## Démographie
L'évolution du nombre d'habitants est connue à travers les recensements de la population effectués dans la commune depuis 1793. Pour les communes de moins de 10 000 habitants, une enquête de recensement portant sur toute la population est réalisée tous les cinq ans, les populations de référence des années intermédiaires étant quant à elles estimées par interpolation ou extrapolation. Pour la commune, le premier recensement exhaustif entrant dans le cadre du nouveau dispositif a été réalisé en 2008.

En 2022, la commune comptait 369 habitants, en évolution de −1,07 % par rapport à 2016 (Aisne : −1,97 %, France hors Mayotte : +2,11 %).
| 1793 | 1800 | 1806 | 1821 | 1831 | 1836 | 1841 | 1846 | 1851 |
| ---- | ---- | ---- | ---- | ---- | ---- | ---- | ---- | ---- |
| 243  | 325  | 314  | 312  | 295  | 286  | 324  | 329  | 312  |

| 1856 | 1861 | 1866 | 1872 | 1876 | 1881 | 1886 | 1891 | 1896 |
| ---- | ---- | ---- | ---- | ---- | ---- | ---- | ---- | ---- |
| 276  | 296  | 313  | 273  | 256  | 305  | 275  | 292  | 274  |

| 1901 | 1906 | 1911 | 1921 | 1926 | 1931 | 1936 | 1946 | 1954 |
| ---- | ---- | ---- | ---- | ---- | ---- | ---- | ---- | ---- |
| 307  | 315  | 286  | 284  | 329  | 288  | 269  | 248  | 363  |

| 1962 | 1968 | 1975 | 1982 | 1990 | 1999 | 2006 | 2008 | 2013 |
| ---- | ---- | ---- | ---- | ---- | ---- | ---- | ---- | ---- |
| 296  | 258  | 264  | 321  | 321  | 325  | 323  | 323  | 369  |

| 2018 | 2022 | - | - | - | - | - | - | - |
| ---- | ---- | - | - | - | - | - | - | - |
| 366  | 369  | - | - | - | - | - | - | - |

## Culture locale et patrimoine

### Lieux et monuments
- Ferme de Montgarny : 
Ferme modèle de style anglo-normand, inscrite comme Monument historique, construite d'après les plans de l'architecte André Raimbert vers 1920, pour Alfred Dormeuil.
- L'église paroissiale Saint-Morand a été reconstruite après la Première Guerre mondiale, sur les plans des architectes Antoine et Benjamin.

L'église au fil du temps
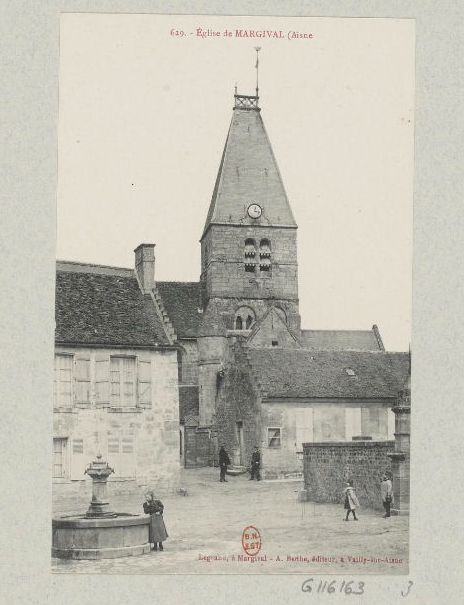
Carte postale de l'église de Margival vers 1910.
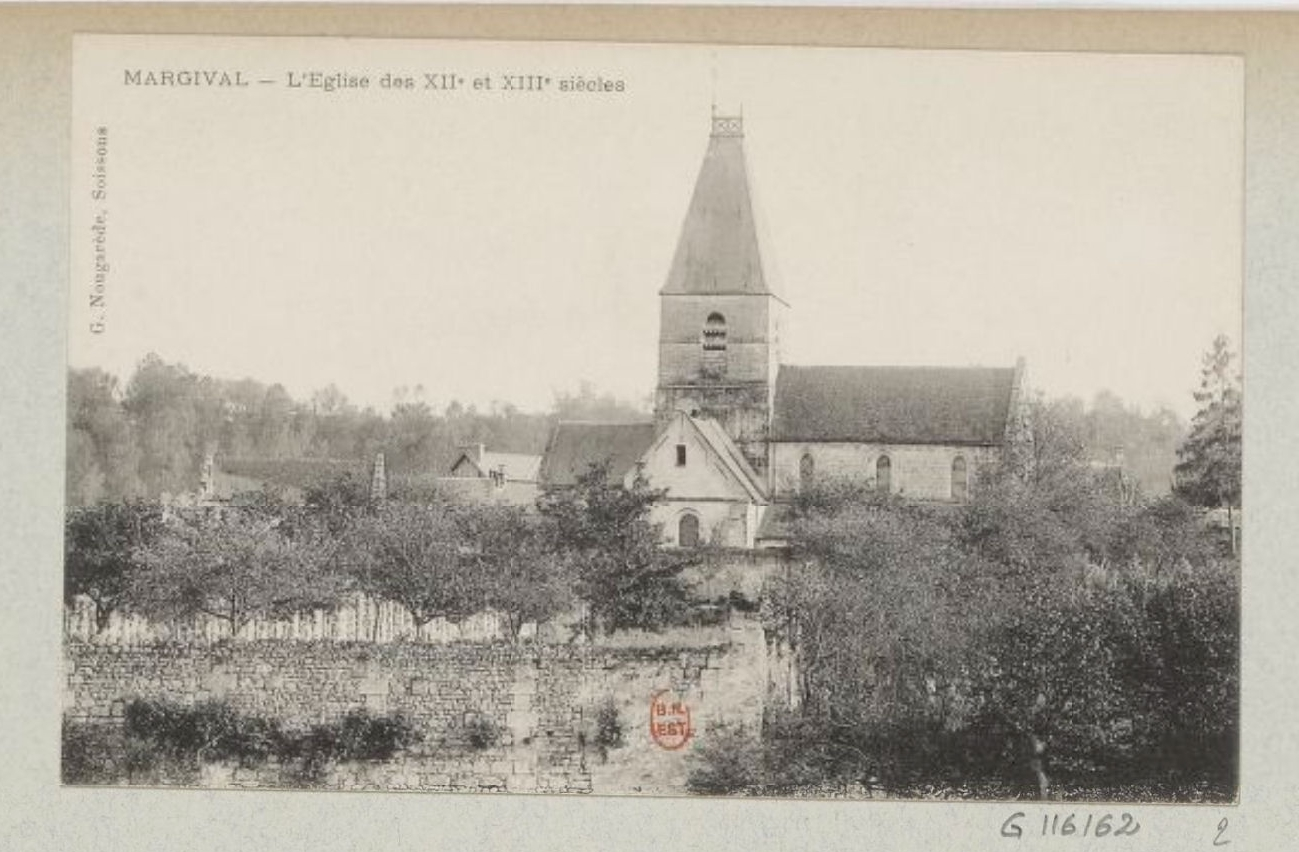
Vue de Margival avant la guerre et de son église qui datait des XIIè et XIIIè siècles.
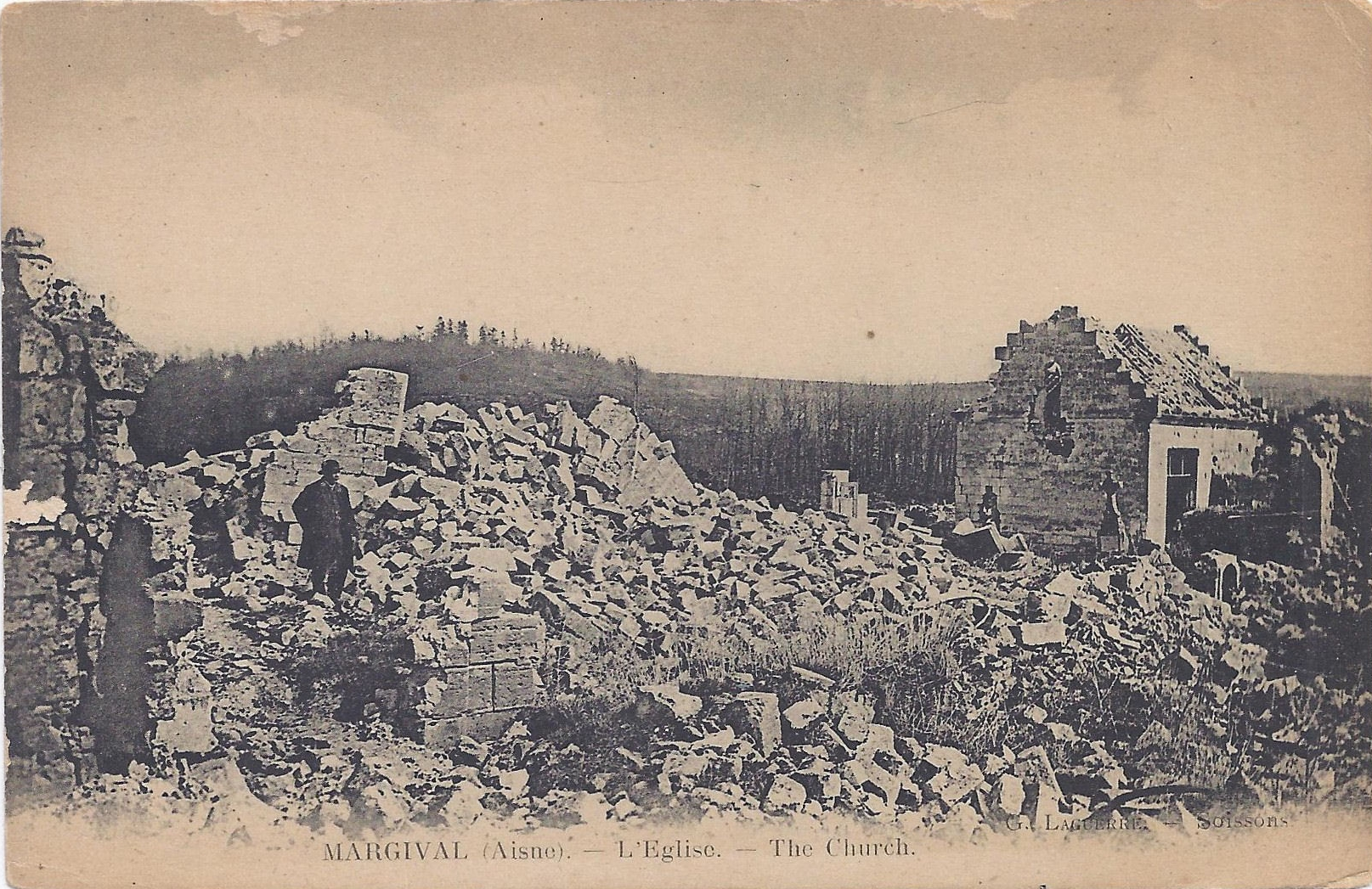
Les ruines de l'égliseà la fin de la guerre.
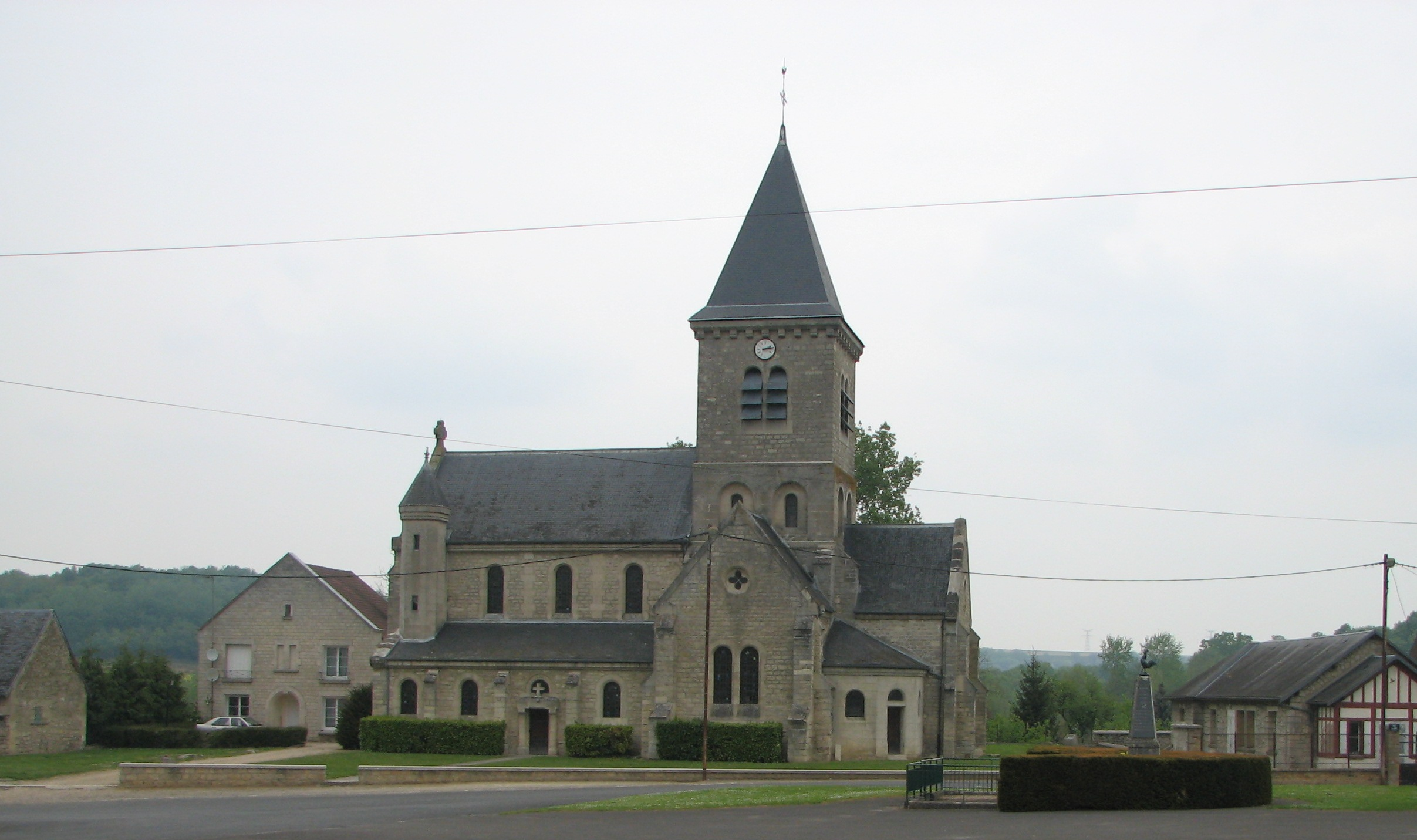
L'église actuelle reconstruite dans les années 1920.

- Wolfsschlucht II, ensemble de bunkers allemands de la Seconde Guerre mondiale qui fut l'un des quartiers généraux d'Hitler[36].

### Héraldique
| Blason de Margival | Blason  | D'argent à la croix d'azur chargée de cinq coquilles d'or. Ornements extérieursCroix de guerre 1914-1918 |
| Blason de Margival | Détails | Blason officiel adopté par la municipalité en 1954.                                                      |

## Pour approfondir